# Téléphone du vent
Le téléphone du vent (風の電話, kaze no denwa) est une cabine téléphonique située à Ōtsuchi au Japon. Cette installation permet de communiquer symboliquement avec les morts. Elle a inspiré des cabines similaires dans d'autres endroits du monde.

## Conception
La cabine a été créée par le paysagiste Itaru Sasaki à la suite du décès de son cousin.

## Ouverture au public
À la suite du séisme de 2011 de la côte Pacifique du Tōhoku, elle a été ouverte au public et a accueilli plus de 30 000 visiteurs.

## Dans la culture populaire
La cabine a inspiré le roman Ce que nous confions au vent de Laura Imai Messina et le film Kaze no denwa de Nobuhiro Suwa.